# Кальмияровский сельсовет
Кальмияровский сельсовет — муниципальное образование в Татышлинском районе Башкортостана.
Административный центр — село Старокальмиярово.

## История
Согласно Закону о границах, статусе и административных центрах муниципальных образований в Республике Башкортостан имеет статус сельского поселения.

## Население
| 2002 | 2009  | 2010  | 2012  | 2013  | 2014 | 2015 |
| ---- | ----- | ----- | ----- | ----- | ---- | ---- |
| 1198 | ↘1097 | ↗1104 | ↘1077 | ↘1047 | ↘974 | ↘935 |
| 2016 | 2017  | 2018  |       |       |      |      |
| ↘907 | ↘872  | ↘841  |       |       |      |      |

## Состав сельского поселения
| № | Населённый пункт | Тип населённого пункта       | Население |
| - | ---------------- | ---------------------------- | --------- |
| 1 | Старокальмиярово | село, административный центр | ↘410      |
| 2 | Петропавловка    | деревня                      | ↗291      |
| 3 | Савкияз          | село                         | ↘249      |
| 4 | Асавды           | деревня                      | ↗110      |
| 5 | Манагаз          | деревня                      | ↗44       |